# San Isidro (Abra)
San Isidro è una municipalità di sesta classe delle Filippine, situata nella provincia di Abra nella Regione Amministrativa Cordillera.
San Isidro è formata da 9 baranggay:
- Cabayogan
- Dalimag
- Langbaban
- Manayday
- Pantoc
- Poblacion
- Sabtan-olo
- San Marcial
- Tangbao